# آییق-تاپان (شهرستان آلای)
آییق-تاپان (به لاتین: Ayuu-Tapan) یک روستا در قرقیزستان است که در استان اوش واقع شده‌است. آییق-تاپان ۱٬۲۰۷ نفر جمعیت دارد و ۲٬۴۰۲ متر بالاتر از سطح دریا واقع شده‌است.